# Privatbrauerei Bolten
De Privatbrauerei Bolten is een brouwerij in het Duitse Korschenbroich in de deelstaat Noordrijn-Westfalen.

## Geschiedenis
De brouwerij werd in 1266 opgericht toen de oprichter van de brouwerij, Heinrich de Brouwer, het recht kreeg van de heren van Myllendonk om bier te brouwen in het Kraushof in Korschenbroich.

## Bieren
- BOLTENs Alt (4,9% alcoholpercentage)
- BOLTENs Natur Pilsener (4,9%)
- BOLTENs Ur-Alt (4,9%)
- BOLTENs Ur-Weizen (5,4%)
- BOLTENs AltBierMisch (2,5%)
- BOLTENs Landbier (4,9%)
- BOLTENs Helles (4,9%)
- BOLTENs Malz
- BOLTENs Nikolaus Spezial (5,8%)
- BOLTENs Jecken Spezial (5,8%)